# Raketne krstarice klase Kirov
Raketne krstarice klase Kirov su klasa teških sovjetskih/ruskih raketnih krstarica na nuklearni pogon imena Projekt 1144. Brodovi klase Kirov su u mogućnosti pružiti tešku paljbenu potporu po velikim površinskim plovilima i zaštiti svoju flotu od zračnih i podmorničkih napada. Iako je planirano 5 plovila u klasi, izgrađena su samo četiri, a posljednji je obustavljen zbog raspada SSSR-a. Trenutno se u aktivnoj službi nalazi jedino Petar Veliki primljen u ratnu mornaricu 1995. godine, dok Admiral Nakhimov čeka modernizaciju. Preostala 3 broda su povučena iz službe zbog malog vojnog budžeta Rusije koji nije u mogućnosti financirati ni održavati više od jednog ovakvog broda.
Kobilica za prvi brod u klasi Kirov je polegnuta 26. ožujka 1974. godine u brodogradilištu u Sankt Peterburgu, a su službu je primljen 30. prosinca 1980. Brodovi ove klase imaju nuklearni pogon i odlično naoružanje koje je sposobno štititi brod od svih postojećih prijetnji - bilo iz zraka, kopna ili vode. Nuklearni pogon omogućava brodu praktički neograničen domet; odnosno jedino ograničenje kod svih brodova s nuklearnim pogonom je količina hrane i pitke vode za posadu. Pojava klase Kirov je uvelike utjecala na ponovno aktiviranje i vraćanje u aktivnu službu američkih bojnih brodova klase Iowa.
Na osnovi klase Kirov je nastao i zapovjedni brod sovjetske mornarice SSV-33 "Ural".